# Модель распространения технологий

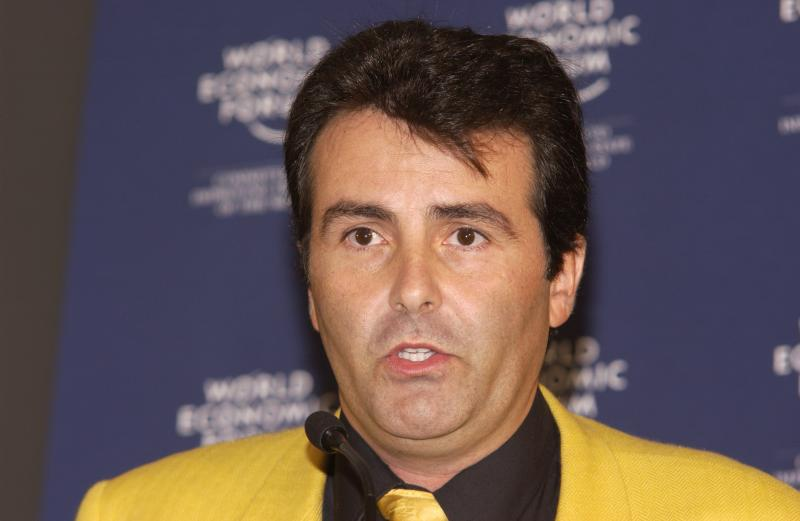
Хавьер Сала-и-Мартин

Модель распространения технологий (модель заимствования технологий, модель Барро — Сала-и-Мартина, англ. technology diffusion model) — трёхсекторная модель эндогенного экономического роста в условиях монополистической конкуренции, показывающая возможность существования устойчивого экономического роста, обусловленного поведенческими факторами, а также возможность конвергенции, обусловленной распространением (заимствованием) технологий. В модели обосновано устойчивое различие в процентных ставках между развитыми и развивающимися странами. Разработана в 1995 году Робертом Барро и Хавьером Сала-и-Мартином.

## История создания
В первых моделях экономического роста (модель Солоу, модель Харрода — Домара) использовались экзогенно задаваемые параметры «норма сбережений» и «темп научного прогресса», от которых в конечном итоге и зависят темпы роста экономики. Исследователи же хотели получить обоснование темпов экономического роста внутренними (эндогенными) факторами, поскольку модели с нормой сбережений имели ряд недостатков. Эти модели не объясняли устойчивые различия в уровнях и темпах роста между развивающимися и развитыми странами. Появившиеся позже модели Рамсея — Касса — Купманса и пересекающихся поколений преодолели недостаток экзогенности нормы сбережений — теперь эта величина определялась исходя из индивидуальных решений экономических агентов. Однако темп научного прогресса остался экзогенным в этих моделях, и во многом поэтому они тоже не смогли объяснить межстрановые различия. Модели, объясняющие экономический рост путём переопределения понятия «капитал», и включившие человеческий капитал в производственную функцию (например, модель Мэнкью — Ромера — Вейла) также не объясняют всех различий между темпами роста и уровнем развития разных стран, даже после учёта различий в человеческом капитале. Это показали, например, исследования Р. Холла и Ч. Джонса, Дж. Де Лонга, П. Ромера. Попытки прямого включения переменной научного прогресса в производственную функцию натолкнулись на ограничение, связанное с отдачей от масштаба. В условиях совершенной конкуренции при постоянной отдаче от масштаба доход фирмы полностью уходил на оплату труда и капитала. Поэтому будущий лауреат Нобелевской премии по экономике Пол Ромер предложил использовать в моделях монополистическую конкуренцию для объяснения темпов технологического прогресса, с использованием которой он разработал модель растущего разнообразия товаров Существенным недостатком это модели было отсутствие перетока технологий между странами. На основании модели Ромера Роберт Барро и Хавьер Сала-и-Мартин, разработали модель распространения технологий, также известную как модель заимствования технологий, она была опубликована в работе «Распространение технологий, конвергенция и рост», изданной в июне 1995 года в NBER и в марте 1997 года — в журнале Journal of Economic Growth.

## Описание модели

### Базовые предпосылки модели
В модели присутствуют два типа стран: страна-лидер (англ. Leader) и страна-последователь (англ. Follower). Страна-лидер разрабатывает новые технологии, а страна-последователь имитирует технологии, заимствованные у лидера. Однако при этом в модели рассматривается закрытая экономика: экспорт и импорт товаров отсутствуют. Мобильность капитала между странами также отсутствует. Фирмы максимизируют свою прибыль, а потребители — полезность. В экономике существует три сектора: промежуточных товаров, конечных товаров и НИОКР. Сектор конечной продукции работает в условиях совершенной конкуренции. Сектор промежуточной продукции работает в условиях монополистической конкуренции. Сектор НИОКР продает свои патенты на изобретенные продукты сектору промежуточных товаров. Экономический рост в модели происходит за счёт увеличения числа промежуточных товаров. В качестве работника и потребителя в модели выступает бесконечно живущий индивид (или домохозяйство). Предполагается, что между разными поколениями существуют альтруистические связи, при принятии решений домохозяйство учитывает ресурсы и потребности не только настоящих, но и будущих своих членов, что делает его решения аналогичным решениям бесконечно живущего индивида. Время {\displaystyle t} изменяется непрерывно.
Трудовые ресурсы {\displaystyle L}, считающиеся в модели постоянными в стране-лидере, распределены между секторами производства конечной продукции и НИОКР:
{\displaystyle L_{1}=L_{1Y}+L_{1RD}},
где {\displaystyle L_{1}} — совокупные трудовые ресурсы в стране-лидере, {\displaystyle L_{1}=const}, {\displaystyle L_{1Y}} — трудовые ресурсы, занятые в производстве в стране-лидере, которые в модели считаются постоянными во времени, {\displaystyle L_{1Y}=const}, {\displaystyle L_{1RD}} — трудовые ресурсы в научно-исследовательском секторе в стране-лидере, {\displaystyle L_{1RD}=const}.
В стране-последователе трудовые ресурсы распределены аналогично:
{\displaystyle L_{2}=L_{2Y}+L_{2RD}},
где {\displaystyle L_{2}} — совокупные трудовые ресурсы в стране-последователе, {\displaystyle L_{2}=const}, {\displaystyle L_{2Y}} — трудовые ресурсы, занятые в производстве в стране-последователе, которые в модели считаются постоянными во времени, {\displaystyle L_{2Y}=const}, {\displaystyle L_{2RD}} — трудовые ресурсы в научно-исследовательском секторе в стране-последователе, {\displaystyle L_{2RD}=const}.
Производственная функция одинакова в двух странах, она обладает убывающей предельной производительностью, постоянной отдачей от масштаба и представляет собой функцию Диксита — Стиглица:
{\displaystyle Y_{t}=AL_{Y}^{1-\alpha }\int \limits _{0}^{N_{t}}x_{j}^{\alpha }dj},
где {\displaystyle Y_{t}} — выпуск конечного продукта, {\displaystyle A} — уровень технологической производительности в экономике, {\displaystyle A=const}, {\displaystyle \alpha } — эластичность выпуска по промежуточному товару, {\displaystyle 0<\alpha <1}, {\displaystyle \alpha =const}, {\displaystyle x_{j}} — количество используемого {\displaystyle j}-го промежуточного продукта, {\displaystyle N_{t}} — количество промежуточных продуктов в экономике в момент времени {\displaystyle t}.
{\displaystyle N_{1t}} — количество промежуточных продуктов в стране-лидере, {\displaystyle N_{2t}} — количество промежуточных продуктов в стране-последователе, {\displaystyle N_{1t_{0}}\geqslant N_{2t_{0}}}.
Физический капитал {\displaystyle K} в экономике равен сумме промежуточных продуктов, каждый из которых полностью используется в производственном цикле:
{\displaystyle K_{t}=\int \limits _{0}^{N_{t}}x_{j}dj}.
Цена единицы выпуска конечного продукта в модели: {\displaystyle P=1}. Это означает, что цены промежуточных продуктов даны как отношение к цене конечного продукта: {\displaystyle p_{j}={\frac {P_{j}}{P}}}. Реальная заработная плата равна {\displaystyle w={\frac {W}{P}}}.
Инвестиции {\displaystyle I} в модели в обеих странах равны сбережениям {\displaystyle S} и вычисляются исходя из тождества системы национальных счетов:
{\displaystyle I_{t}={\dot {K}}=Y_{t}-C_{t}},
где {\displaystyle C_{t}=c_{t}L} — совокупное потребление, {\displaystyle c_{t}} — потребление на единицу труда в момент времени {\displaystyle t}, {\displaystyle {\dot {K}}} — производная капитала по времени.
Функция полезности потребителя обладает в обеих странах постоянной эластичностью замещения по времени, как и в модели Рамсея — Касса — Купманса:
{\displaystyle U(c)=\int \limits _{0}^{\infty }e^{-\rho t}{\frac {c^{1-\theta }-1}{1-\theta }}dt},
где {\displaystyle {\frac {1}{\theta }}} — эластичность замещения по времени, {\displaystyle \theta >0}, {\displaystyle \theta =const}, {\displaystyle {\rho }} — коэффициент межвременного предпочтения потребителя, {\displaystyle \rho >-1}, {\displaystyle \rho =const}. Функция удовлетворяет условиям {\displaystyle u'(c)>0,u''(c)<0} и условиям Инады (при потреблении, стремящемся к нулю, предельная полезность стремится к бесконечности, при потреблении, стремящемся к бесконечности, предельная полезность стремится к нулю): {\displaystyle \lim _{c\to 0}u'(c)=+\infty ;\ \lim _{c\to \infty }u'(c)=0}.
Как и в модели Рамсея — Касса — Купманса, доходы индивида в обеих странах состоят из заработной платы {\displaystyle w} и поступлений от активов {\displaystyle ra_{t}}. Активы индивида {\displaystyle a_{t}} могут быть как положительными, так и отрицательными (долг). Процентная ставка {\displaystyle r_{t}} по вложениям и по долгу в модели принята одинаковой. В связи с этим в модели присутствует условие отсутствия схемы Понци (финансовой пирамиды): нельзя бесконечно выплачивать старые долги за счет новых:
{\displaystyle \lim _{t\to \infty }a_{t}e^{-\int \limits _{0}^{t}(r(\nu )-n)d\nu }\geqslant 0},
где {\displaystyle a_{t}={\frac {K_{t}}{L_{t}}}=k_{t}} — в закрытой экономике весь капитал принадлежит резидентам, а величина активов индивида {\displaystyle a} совпадает с запасом капитала на одного работающего.

### Равновесие и темпы роста в стране-лидере
Параметры общего экономического равновесия и темпы экономического роста в рассматриваемой модели в стране-лидере полностью аналогичны модели растущего разнообразия товаров. Функция спроса на {\displaystyle j}-й промежуточный продукт имеет вид:
{\displaystyle x_{1j}=x=L_{1Y}\left(A{\frac {\alpha }{p_{1x}}}\right)^{\frac {1}{1-\alpha }}}.
В результате решения задачи фирмы прибыль производителя промежуточного продукта в стране-лидере ({\displaystyle {\pi }_{1x}}) равна:
{\displaystyle {\pi }_{1x}=(1-{\alpha }){\gamma }^{-\alpha }{\alpha }^{\frac {1+{\alpha }}{1-{\alpha }}}A^{\frac {1}{1-{\alpha }}}L_{1Y}=const}.
В результате решения задачи потребителя, динамика потребления выглядит следующим образом:
{\displaystyle {\frac {\dot {c_{1}}}{c_{1}}}={\frac {1}{\theta }}(r_{1t}-{\rho })},
где {\displaystyle {\dot {c}}} — производная потребления на душу населения по времени.
Производственная функция научного-исследовательского сектора в модели находится из следующего дифференциального уравнения:
{\displaystyle {\dot {N_{1}}}=bL_{1RD}N_{1t}}
где {\displaystyle b} — производительность в научно-исследовательском секторе, {\displaystyle b=const}, {\displaystyle {\dot {N_{1}}}} — производная количества промежуточных продуктов в стране-лидере по времени, также предполагается положительный внешний эффект от количества промежуточных товаров {\displaystyle N_{1t}}.
Научно-исследовательский сектор работает в условиях совершенной конкуренции, потому цена патента {\displaystyle q} равна предельным издержкам по разработке новой технологии {\displaystyle \eta }:
{\displaystyle q={\frac {w}{bN_{1}}}=const=\eta }.
В устойчивом состоянии темпы роста потребления равны темпам роста выпуска и капитала, а в равновесном состоянии цена патента {\displaystyle q} постоянна ({\displaystyle {\dot {q}}=0}), потому:
{\displaystyle r_{1t}={\frac {\pi }{\eta }}},
{\displaystyle {\frac {\dot {c_{1}}}{c_{1}}}={\frac {\dot {Y_{1}}}{Y_{1}}}={\frac {\dot {K_{1}}}{K_{1}}}={\frac {1}{\theta }}\left({\frac {\pi _{1}}{\eta }}-{\rho }\right)={\frac {1}{\theta }}({\alpha }bL_{1Y}-{\rho })=g_{1}=const},
где {\displaystyle {\dot {Y_{1}}}} — производная выпуска в стране-лидере по времени.

### Научно-исследовательский сектор в стране-последователе

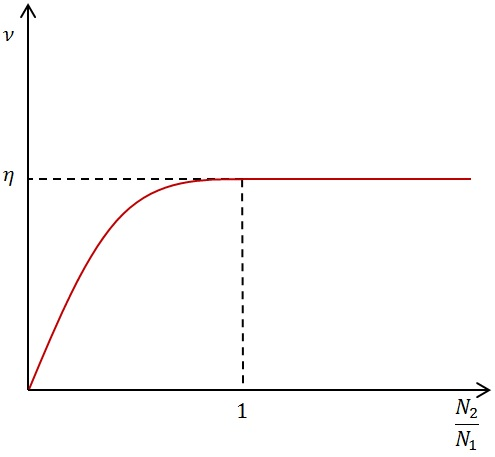
Модель распространения технологий, функция издержек имитации продукта

Страна последователь может не только разрабатывать новые технологии, но и имитировать те, что уже разработаны в стране-лидере. Издержки имитации ({\displaystyle \nu }) ниже, чем издержки разработки новой технологии ({\displaystyle \eta }). Они описываются следующей функцией:
{\displaystyle \nu =\nu {\biggr (}{\frac {N_{2}}{N_{1}}}{\biggl )},\nu <=\eta }
Чем больше разница между странами в количестве технологий, тем дешевле их имитации для страны-последователя:
{\displaystyle {\frac {\partial \nu }{\partial {\frac {N_{2}}{N_{1}}}}}>0;{\frac {\partial ^{2}\nu }{\partial {\bigr (}{\frac {N_{2}}{N_{1}}}{\bigl )}^{2}}}<0}.
Если же {\displaystyle N_{2}>=N_{1}}, то издержки имитации {\displaystyle \nu } становятся равными издержкам разработки {\displaystyle \eta }. Пример функции, удовлетворяющей таким предпосылкам, приведён на иллюстрации.
В качестве примера функции издержек имитации часто используется функция с постоянной эластичностью:
{\displaystyle \nu ={\biggr (}{\frac {N_{2}}{N_{1}}}{\biggl )}^{\phi }},
где {\displaystyle 0<\phi <1} — эластичность издержек имитации по соотношению числа технологий.

### Равновесие и темпы роста в стране-последователе
Задачи фирмы и потребителя в стране-последователе аналогичны задачам фирмы и потребителя в стране-лидере, в устойчивом состоянии темпы роста потребления равны темпам роста выпуска и капитала, потому:
{\displaystyle {\frac {\dot {c_{2}}}{c_{2}}}={\frac {1}{\theta }}(r_{2t}-{\rho })}
{\displaystyle r_{2t}={\frac {\pi _{2}}{\nu }}+{\frac {\dot {\nu }}{\nu }}},
где {\displaystyle {\dot {\nu }}} — производная издержек имитации по времени.
Таким образом, темпы экономического роста в стране-последователе равны:
{\displaystyle {\frac {\dot {c_{2}}}{c_{2}}}={\frac {\dot {Y_{2}}}{Y_{2}}}={\frac {\dot {K_{2}}}{K_{2}}}={\frac {1}{\theta }}\left({\frac {\pi _{2}}{\nu }}+{\frac {\dot {\nu }}{\nu }}-{\rho }\right)=g_{2}},
где {\displaystyle {\dot {Y_{2}}}} — производная выпуска в стране-последователе по времени.
Далее вводится предпосылка о том, что прибыли монополистов в обеих странах одинаковы: {\displaystyle \pi _{1}=\pi _{2}=\pi }. В этом случае получается, что процентная ставка и темпы роста выпуска в стране-последователе выше, чем в стране лидере:
{\displaystyle {\frac {\pi }{\eta }}<={\frac {\pi }{\nu }}<{\frac {\pi }{\nu }}+{\frac {\dot {\nu }}{\nu }}\Rightarrow r_{2}>r_{1}\Rightarrow g_{2}>g_{1}}
В том случае, если в качестве функции издержек имитации используется функция с постоянной эластичностью {\displaystyle \phi }, темпы роста в стране-последователе равны:
{\displaystyle g_{2}={\frac {g_{\nu }}{\phi }}+g_{1}},
где {\displaystyle g_{\nu }} — темп роста издержек имитации.
В итоге, мы получаем, что процентная ставка и темпы роста выпуска в стране-последователе выше, чем в стране-лидере. Поскольку {\displaystyle {\frac {\partial ^{2}\nu }{\partial {\bigr (}{\frac {N_{2}}{N_{1}}}{\bigl )}^{2}}}<0}, темп роста издержек имитации со временем замедляется, а значит, со временем темпы роста и процентная ставка в стране-последователе снижаются до уровня страны-лидера.

## Преимущества, недостатки и дальнейшее развитие модели
Модель сохранила все преимущества модели растущего разнообразия товаров, в частности, явную спецификацию издержек и выгод от инвестиций в новые технологии и определение темпов экономического роста как последствия решений индивидов. Вместе с тем, модель растущего разнообразия товаров не предполагает ни абсолютной, ни условной конвергенции, так как темпы роста не падают с ростом объёма выпуска, а значит, в рамках её предпосылок бедные страны не могут догнать богатые. В модели распространения технологий ситуация иная: она предполагает наличие условной конвергенции в том случае, если структурные параметры их производственных функций одинаковы и если существует у страны-последователя возможность имитации технологии страны-лидера. Формулировка условий конвергенции выглядит похожей на условия конвергенции в модели Солоу, модели Рамсея — Касса — Купманса и модели пересекающихся поколений, которые предсказывают более оптимистичные темпы роста в развивающихся странах, чем наблюдающиеся на реальных данных. Однако условия конвергенции в модели распространения технологий существенно более жёсткие: требуется возможность имитации технологий, кроме того, в рамках этой модели схожесть структурных параметров означает не только схожие доли дохода труда и капитала в национальном доходе, но и также достаточно большой размер экономики страны, либо возможность экспорта товаров в достаточно большую развитую страну без значительных издержек. Эти условия выполняются, например, для экономики Китая в 1990-х и 2000-х годах, когда наблюдался существенный экономический рост.
От модели растущего разнообразия товаров модель распространения технологий также унаследовала и недостаток — зависимость темпов роста от объёма трудовых ресурсов {\displaystyle L}, предполагающую, что большие (с точки зрения населения) страны должны расти существенно быстрее малых, но это не нашло эмпирического подтверждения.
Реалистичен вывод модели относительно процентных ставок в стране-лидере и стране-последователе. Эмпирические данные свидетельствуют, что в развивающихся странах более высокая, но постепенно снижающаяся в долгосрочном периоде, процентная ставка, чем в развитых странах, в то время как в развитых странах процентная ставка стабильна.
Идею о том, что в модели растущего разнообразия товаров издержки заимствования могут быть ниже издержек имитации, была также высказана в работе Уильяма Истерли, Роберта Кинга, Росса Левина и Серджио Ребело, однако авторы сосредоточились на эффектах кредитно-денежной и фискальной политики, а не на распространении технологий между странами.
Стивен Паренте разработал версию модели, в которой обучение новой технологии происходит с некоторым лагом. Новая технология в ней сразу после внедрения используется не на 100 %, но с течением времени её КПД постепенно растёт, пока не достигнет 100 %. Потому переход к новой технологии сначала сопровождается падением общего уровня выпуска, но потом он растёт до более высокого, чем ранее, уровня. Так, например, внедрение электричества в США в XIX веке поначалу сопровождалось падением производительности.